# Sarah Ammerman
Sarah Ammerman est une joueuse de volley-ball américaine née le 7 octobre 1987 à Anchorage (Alaska). Elle mesure 1,89 m et joue au poste de réceptionneuse-attaquante.

## Clubs
| Club                 | De        | À         |
| -------------------- | --------- | --------- |
| Texas A&M University | 2006-2007 | 2009-2010 |
| Leonas de Ponce      | 2010-2010 | 2010-2010 |
| Nova KBM Branik      | 2011-2012 | 2011-2012 |
| VT Aurubis Hamburg   | 2012-2013 | 2013-2014 |
| PLDT                 | 2014-2015 | 2014-2015 |
| Nova KBM Branik      | 2015-2016 | …         |

## Palmarès
- Championnat de Slovénie
  - Vainqueur : 2012.
  - Finaliste : 2016.
- Coupe de Slovénie
  - Vainqueur : 2012, 2016.